# Sur (revista)
Sur foi uma revista literária argentina, fundada em 1931 pela escritora Victoria Ocampo.

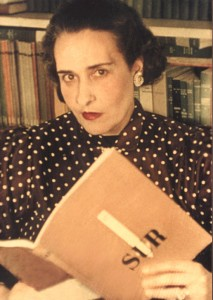
Victoria Ocampo com um exemplar da Sur

Ocampo havia assistido a uma série de palestras de Waldo Frank em Buenos Aires, em 1929. Manteve contato com o escritor americano, que lhe sugeriu, em suas cartas, que iniciasse uma revista para destacar o que havia de melhor na literatura sul-americana. Com a ajuda de Eduardo Mallea, tradutor de Frank, lançou o primeiro número em 1931. 
Contava no seu conselho editorial com grandes nomes da literatura mundial da época: Ernest Ansermet, Drieu La Rochelle, Leo Ferrero, Pedro Henríquez Ureña, Alfonso Reyes, Jules Supervielle e José Ortega y Gasset, além do próprio Waldo Frank. Entre os argentinos, além de Ocampo e Mallea, figuravam Jorge Luis Borges, Eduardo J. Bullrich, Oliverio Girondo, Alfredo González Garaño, Maria Rosa Oliver e Guillermo de Torre.
Foi o embrião da editora Sur, fundada também por Victoria Ocampo em 1933.
Nas suas primeiras décadas de existência, Sur foi um marco da literatura moderna argentina, revelando e consolidando autores como Julio Cortázar. Na década de 1960, porém, foi perdendo contato com os principais debates intelectuais, políticos e sociais, o que levou a uma progressiva perda de relevância

## Posições políticas
Na época da Guerra Civil Espanhola, a revista defendeu a causa republicana. Ocampo e seus colaboradores ajudaram a organizar a acolhida de intelectuais espanhóis refugiados, como Rafael Alberti. Na Segunda Guerra Mundial, apoiou os aliados.
Sur fez oposição ao governo peronista, assumindo o papel de “revista das minorias”. Defendeu as liberdades civis e os direitos humanos.